# Julia Lemigova
Julia Aleksandrovna Lemigova (ryska: Юлия Александровна Лемиг0ова), född 26 juni 1972, är en entreprenör och tidigare skönhetsmiss. 1990 korades hon till Miss USSR och kom på andraplats i Miss Universe 1991. Hon är sedan 2015 gift med den tjeckisk-amerikanska, före detta tennisspelerskan Martina Navratilova.

## Karriär
Lemigova deltog som skönhetsmiss och vann Miss USSR 1990 efter att den egentliga vinnaren, Maria Kezha, diskvalificerades. Lemigova tävlade för Sovjetunionen i Miss Universe 1991 och kom på andraplats.
Efter att ha vunnit Miss USSR flyttade Lemigova till Västeuropa och bosatte sig i Paris. Hon grundade wellnesscentret Joiya spa år 2003. År 2009 lanserades en spa och hudvårdslinje, Russie Blanche.
År 2021 fick Lemigova en av huvudrollerna i streamingtjänsten Peacocks The Real Housewives of Miami, en reboot av originalserien som sändes på Bravo som sändes mellan åren 2011–2013.

## Privatliv
Lemigova är dotter till en överste i röda armen. År 1997 hade hon en relation med Édouard Stern. Paret fick en son, Maximilian, som avled som spädbarn.
År 2015 gifte sig Lemigova med den före detta tjeckisk-amerikanska tennisspelaren Martina Navratilova. Paret är bosatta[när?] i Miami, Florida.